# Spindelharpan
Spindelharpan är en patiens som är mest känd som datorspel då den ingick i de spel som medföljde Microsoft Windows och senare återfinns på flera webbplatser som innehåller gratisspel. Målet med Spindelharpan är att ta bort alla kort från de tio högarna överst i fönstret i så få steg som möjligt. 
Man tar bort korten från de tio högarna längst upp i fönstret genom att flytta korten från en kolumn till en annan för att bygga upp sviter i fallande ordning från kung till ess. När man har byggt upp en hel svit tas korten bort. 